# When All That's Left Is You
When All That's Left Is You è il primo album in studio del gruppo musicale rock statunitense Quietdrive, pubblicato nel 2006.

## Tracce
Tutti i brani sono di Kevin Truckenmiller, tranne dove indicato.
1. Rise from the Ashes – 2:59
2. Get Up – 3:34
3. Take a Drink – 2:43
4. Let Me Go In – 2:39
5. Rush Together – 3:32
6. Maybe Misery – 2:59
7. I Lie Awake – 3:10
8. The Season (Truckenmiller, Matt Kirby) – 3:01
9. Time After Time (Cyndi Lauper, Rob Hyman) – 3:07
10. Both Ways – 3:39

## Formazione
- Kevin Truckenmiller – voce, chitarra, violino
- Matt Kirby – voce, chitarra
- Justin Bonhiver – chitarra
- Droo Hastings – basso
- Brandon Lanier – batteria